# Paeonia jishanensis 'Chun Hong Jiao Yan'
Paeonia jishanensis 'Chun Hong Jiao Yan' (англ. Tender and Glamorous Spring Pink, кит. трад. 春紅嬌豔, упр. 春红娇艳, пиньинь chūn hóng jiāo yàn) — сорт древовидного пиона Paeonia jishanensis.
По данным некоторых авторов, Paeonia jishanensis является синонимом Paeonia suffruticosa subsp. spontanea (Render) S.G.Haw et L.A. Lauener, но последние исследования показывают, что вид имеет серьёзные отличия от Paeonia suffruticosa.

## Биологическое описание
Многолетний листопадный кустарник.
Куст средней величины, стройный.
Цветки хризантемовидные, 20×5 см, розовые или светло-красные, тычинки нормально развитые, пестиков 7—11. Цветки обладают слабым ароматом.
Стебли жёсткие, цветки располагаются вертикально.
Цветение в середине сезона.

## В культуре
В Китае 'Chun Hong Jiao Yan' является объектом промышленного разведения.
В России является объектом любительского цветоводства.
Условия культивирования см: Древовидные пионы.